# Pogonosoma crassipes
Pogonosoma crassipes är en tvåvingeart som först beskrevs av Fabricius 1805.  Pogonosoma crassipes ingår i släktet Pogonosoma och familjen rovflugor. Inga underarter finns listade i Catalogue of Life.